# Metallochlora glacialis
Metallochlora glacialis là một loài bướm đêm trong họ Geometridae.